# Poenomia turpis
Poenomia turpis är en fjärilsart som beskrevs av William Schaus 1913. Poenomia turpis ingår i släktet Poenomia och familjen nattflyn. Inga underarter finns listade i Catalogue of Life.